# Alberto Cavasin
Alberto Cavasin (né le 9 janvier 1956 à Trévise, en Vénétie) est un footballeur  italien qui évoluait à un poste de défenseur, reconverti en entraîneur.

## Carrière joueur
- 1973-1976 :  AC Trévise
- 1976-1977 :  US Avellino
- 1977-1978 :  Atalanta Bergame
- 1978-1981 :  SPAL
- 1981-1982 :  Hellas Vérone
- 1982-1983 :  US Catanzaro
- 1983-1986 :  AS Bari
- 1986-1988 :  AC Cesena
- 1988-1990 :  Calcio Padoue

## Carrière d'entraineur
- 1990 :  Calcio Padoue (jeunes)
- 1990 :  AC Trévise
- 1991-1993 :  AC Trente
- 1993-1994 :  Fano Calcio
- 1994-1995 :  US Ravenne
- 1998-1999 :  AC Cesena
- 1999-2002 :  US Lecce
- 2002-2004 :  ACF Fiorentina
- fév. 2005-nov. 2005 :  Brescia Calcio
- nov. 2005-fév. 2006 :  Trévise FBC 1993
- jan. 2007-avr. 2007 :  ACR Messine
- 2007-2008 :  Frosinone
- 2009-oct. 2009 :  Brescia Calcio
- nov. 2009-avr. 2010 :  AC Bellinzone
- mars 2011-2011 :  UC Sampdoria
- oct. 2016-nov. 2016 :  Leyton Orient
- déc. 2017-mars 2018 :  Santarcangelo Calcio
- août 2021-juin 2022 :  USD Bari Sardo
- depuis mars 2023 :  AS Saint-Luc